# Јалија (Дорћол)
Јалија је део старог Дорћола, некадашња махала у којој су живели искључиво Јевреји. Насеље је захватало простор од Малог Калемегдана до старе електричне централне са једне стране и од Улица цара 
 Душана до дунавске обале, са друге стране. Зграде су биле приземне и на спрат покривене црепом, a свака је имала башту. Овде још увек постоји Јеврејска улица, једна од ретких београдских улица која је успела да сачува своје име више од 200 година. У овој улици налазила се београдска синагога Ел кал вјеж, која је била центар културног и верског живота Јевреја у Београду.

## Опште информације
Насеље се простирало у северном делу Дорћола, ограничено Дунавом, улицом Цара Душана и Дубровачком звало се Јалија, што на турском језику значи „обала”. О великом присуству јеврејске заједнице на Дорћолу сведоче многа историјска дела, записи, али и споменици културе, који постоје у овом делу Београда.
Јевреји су почели интензивније да се досељавају на ове просторе прогнани из Шпаније, још током 16. века. Поуздано се зна да је већ тада на овом простору постојала организована јеврејска заједница. Јеврејска махала на Дорћолу, према турским катастарским пописима, помиње се први пут 1572. и 1582. године, али се сматра да је она постојала и раније.
О свакодневном животу ове махале постхумно је објављена књига „Моја Јалија” Давида Даче Алкалаја, коју су приредили Мирјана Белић, Корочкин Давидовић и Радивоје Давидовић, у издању „Чигоје”, на основу Алкалајевих текстова објављених у разним билтенима. Алкалај је у својим списима сведочио у животу породица и судбина у насељу, о томе како су се тамо људи дружили, учили, бринули, о дуговима месару и бакалину, као и о томе како су се за празник правили колачи и продавале половне играчке.
У Алкалајевим списима сазнаје се и о устројству саме Јалије, синагогама, школама, стогодишњем дуду и културној Кући са седам подрума. Алкалајев запис указује да су Јевреји насељавали Јалију још у 16. веку па отуда и други назив – Јеврејска мала (махала). Улице у насељу описивао је као уске и кривудаве, а ноћу једва осветљене уз светло из фењера. Алкалај наводи да је дању у махали било много људи са трговцима који су радили или седели испред својих дућана у Банатској, Јеврејској, Дубровачкој, Солунској и Улици Високог Стевана. Преко недеље било је тихо, а живо суботом или за време јеврејских празника, као и зими када су приређивани вашари. За време празника Пурим на улицама су маскирани Јевреји дочекивали Београђане гостећи их разним ђаконијама.
Након доласка Аустријанаца, на Јалију се досељава већи број Јевреја. Поред сефардске, основана је и аскенашка општина. За време окупације Београда у Другом светском рату велики број Јевреја одведен је у логоре где су изгубили живот. Данас у овом делу Дорћола постоји скулптура Нандора Глида „Менора у пламену” и подсећа на њихово страдање из времена Холокауста.
Алкалај је написао да Јалија никада није била гето, те да је за њу гето само појам у простору, утак у којем су се Јевреји осећали најпријатније и да је тамо „провејавао дух слободе, јединства и међусобног разумевања”. Истицао је да се нигде у Београду није „слободније дисало” него на Јалији. У списима се наводи да је дунавска плажа била поприште свакодневних туча Јевреја и Срба, али да то није био никакав организновани антисемитизам нити особита мржња, већ је био обичај да се омладина  iз јеврејског кварта сваки дан туче са омладином из другог кварта, а Алкалај је описивао туче између Палилулаца и Дорћолаца, односно између српских и јеврејских младића, све док не би било разбијених глава и жандармеријске интервенције.

Нису Јалију чинили само кућерци искривљени и несиметрични с великим авлијама у којима се протежу леје зумбула и ружа. Нису је чинили ни само уски сокаци, мртви и без излаза, с пролазом кроз туђе двориште. Ни сама турска калдрма, крива и шиљкаста. Па ипак је свака та кућица са трбушастом фасадом, сваки стуб са прљавом лампом неодвојиви део Јалије, њен жиг и њен печат. Јалија не би била Јалија да су у њој лепе грађевине на спрат, чврсте, сигурне и стабилне, лепе као оне на Теразијама или у Улици кнеза Михаила. То је лик Јалије: малено, ниско, сиромашно, јадно, похабано, старо, дотрајало. Па ипак је то само њен спољни део, њена кора, њена фасада. За странца је то суморни пејзаж који пре растужује него што одушевљава.” — Давид Дача Алкалај.

Прве посласка у први разред, сва деца у Јалији почашћена су меденом лепињом, што је било знамење успеха у школи. После одласка у српску школу, Јевреји су ишли на два часа јеврејске веронауке.
На Јалији су поред Хајима Давича, првог преводиоца са шпанског језика у Србији, живели сликари Леон Коен, Моша Пијаде и Бора Барух. Јалија је била инспирација писцима који су је описали у својим приповеткама: Стевану Сремцу, Браниславу Нушићу, Милутину Ускоковићу и другима.